# ساره حسین اکبر
ساره حسین اکبر (عربی: سارة أكبر‎) یک مهندس شیمی نفت اهل کویت، فعال حقوق زنان و یکی از بنیان‌گذاران و مدیرعامل پیشین شرکت انرژی کویت است. اکبر به‌دلیل مشارکت در مهار آتش‌سوزی‌های نفت کویت که بعداً در مستند نامزد جایزه اسکار به نام آتش‌های کویت به تصویر کشیده شد، به‌عنوان «قهرمان ملی» شناخته می‌شود. او به‌خاطر تلاش‌هایش در اطفای حریق، از سوی برنامه محیط زیست سازمان ملل متحد جایزه ۵۰۰ گردونه افتخار جهانی را دریافت کرد. اکبر یکی از نخستین زنان مدیر در شرکت‌های نفتی شبه‌جزیره عربستان است. او در سال ۲۰۰۷ به‌عنوان مدیر انجمن مهندسان نفت خدمت کرد.

## اوایل زندگی و تحصیلات
اکبر در خانواده‌ای پرجمعیت و کویتی با اصلیت ایرانی رشد یافت. خانواده او شامل پدر، مادر و نه خواهر و برادر بود. پدرش حفار نفت بود. او مدرک کارشناسی خود را در سال ۱۹۸۱ به‌عنوان یکی از نخستین فارغ‌التحصیلان رشته مهندسی شیمی از دانشگاه کویت دریافت کرد.

## حرفه
اکبر فعالیت حرفه‌ای خود را در دفاتر اداری آغاز کرد و سپس به‌عنوان مهندس نفت در شرکت شرکت نفت کویت منصوب شد. او در ادامه در عملیات اطفای حریق، سرپرستی مهندسی نفت و به‌عنوان متخصص تحقیق و توسعه مشغول به کار شد. بین سال‌های ۱۹۸۱ تا ۱۹۹۹، اکبر در بخش نفت با شرکت انرژی کویت همکاری داشت؛ شرکتی که از بنیان‌گذاران آن بود و در آن به‌عنوان مدیرعامل خدمت کرد. او نخستین زنی است که در صنعت نفت و گاز خاورمیانه به یک مقام ارشد رسید. در جریان اشغال کویت توسط عراق در سال ۱۹۹۰، ارتش صدام حسین ۸۰٪ از چاه‌های نفت کشور را هدف حمله قرار داد. اکبر تنها زن در تیمی مستقل از مهندسان نفت بود که برخلاف دستورات، مسئولیت پرخطر خاموش کردن آتش چاه‌های نفت را بر عهده گرفتند. او باور دارد که آشنایی‌اش با چاه‌های نفت باعث موفقیت تیمش شد: «من شب و روز در میادین نفتی، چه در دریا و چه در خشکی کار می‌کردم و نتیجه این تلاش‌ها این بود که میادین نفت را به‌خوبی می‌شناختم… ۸۰۰ چاه وجود داشت و من تک‌تک آن‌ها را مثل کف دستم می‌شناختم.» تلاش‌های آن‌ها بعدها در مستند آتش‌های کویت در سال ۱۹۹۲ که نامزد جایزه اسکار برای بهترین مستند بلند بود، به تصویر کشیده شد. از سال ۲۰۰۱ تا ۲۰۰۵، او مدیر توسعه کسب‌وکار در شرکت «اکتشافات نفتی خارجی کویت» بود.
در سال ۲۰۰۶، اکبر نقش کلیدی در تدوین قوانین و مقررات نفت و گاز در سومالی ایفا کرد. او همچنین به‌عنوان یک «کاتالیزور» در تلاش‌های انسان‌دوستانه در این کشور فعالیت داشت. تحت هدایت اکبر، شرکت انرژی کویت از حدود «دویست زن برای راه‌اندازی بازارهای کسب‌وکارهای کوچک» حمایت مالی کرد.
اکبر در سال ۲۰۰۷ به‌عنوان مدیر کل انجمن مهندسان نفت خدمت کرد.
در ژانویه ۲۰۱۸، اکبر تنها زن عضو هیئت امنای سازمان توسعه «شهر ابریشم و جزیره بوبیان» در پروژه مدینةالحریر شد. او در سال ۲۰۱۷ از سمت مدیرعاملی شرکت انرژی کویت استعفا داد.

## زندگی شخصی
اکبر حمایت والدین را یکی از عوامل کلیدی موفقیت خود و همچنین موفقیت خواهران و برادرانش می‌داند. او هم‌اکنون متأهل است و به همراه همسر و سه فرزندش در شهر کویت زندگی می‌کند. ساره اکبر پیرو مذهب شیعه است. او در حال حاضر در منطقه «رُمایثیه» سکونت دارد.